# Юнацька збірна Шотландії з футболу (U-16)
Юнацька збірна Шотландії з футболу (U-16) — національна футбольна збірна Шотландії, що складається із гравців віком до 16 років. Керівництво командою здійснює Шотландська футбольна асоціація. Збірна може брати участь у товариських і регіональних змаганнях.
Формує найближчий кадровий резерв для основної юнацької збірної, команди до 17 років, яка може кваліфікуватися на Юнацький чемпіонат Європи з футболу (U-17). До зміни формату юнацьких чемпіонатів Європи у 2001 році саме команда 16-річних функціонувала як одна з основних юнацьких збірних і була учасником відповідної континентальної юнацької першості з футболу, а до 1991 року мала право представляти країну і на чемпіонаті світу U-16.

## Виступи на міжнародних турнірах

### Юнацький чемпіонат світу (U-16)
| Рік    | Раунд              | І | В | Н | П | Г+ | Г- |
| ------ | ------------------ | - | - | - | - | -- | -- |
| 1985   | не кваліфікувалася | - | - | - | - | -  | -  |
| 1987   | не кваліфікувалася | - | - | - | - | -  | -  |
| 1989   | віце-чемпіон       | 6 | 3 | 2 | 1 | 8  | 3  |
| Усього | 1/3                | 6 | 3 | 2 | 1 | 8  | 3  |

### Юнацький чемпіонат Європи (U-16)
| Рік    | Раунд                         | І  | В | Н | П  | Г+ | Г- |
| ------ | ----------------------------- | -- | - | - | -- | -- | -- |
| 1982   | відбірковий раунд (півфінали) | 4  | 2 | 0 | 2  | 8  | 6  |
| 1984   | відбірковий раунд             | 4  | 1 | 1 | 2  | 4  | 9  |
| 1985   | перший раунд                  | 3  | 1 | 0 | 2  | 3  | 5  |
| 1986   | перший раунд                  | 3  | 2 | 0 | 1  | 6  | 2  |
| 1987   | перший раунд                  | 3  | 0 | 2 | 1  | 4  | 6  |
| 1988   | відбірковий раунд             | 2  | 0 | 1 | 1  | 1  | 2  |
| 1989   | перший раунд                  | 3  | 0 | 2 | 1  | 4  | 5  |
| 1990   | перший раунд                  | 3  | 0 | 1 | 2  | 2  | 9  |
| 1991   | відбірковий раунд             | -  | - | - | -  | -  | -  |
| 1992   | перший раунд                  | 3  | 2 | 0 | 1  | 6  | 2  |
| 1993   | відбірковий раунд             | -  | - | - | -  | -  | -  |
| 1994   | відбірковий раунд             | -  | - | - | -  | -  | -  |
| 1995   | перший раунд                  | 3  | 0 | 1 | 2  | 3  | 6  |
| 1996   | відбірковий раунд             | -  | - | - | -  | -  | -  |
| 1997   | відбірковий раунд             | -  | - | - | -  | -  | -  |
| 1998   | перший раунд                  | 3  | 0 | 2 | 1  | 1  | 3  |
| 1999   | відбірковий раунд             | 2  | 1 | 0 | 1  | 3  | 2  |
| 2000   | відбірковий раунд             | -  | - | - | -  | -  | -  |
| 2001   | перший раунд                  | 3  | 1 | 0 | 2  | 3  | 5  |
| Усього | 9/19                          | 27 | 6 | 8 | 13 | 32 | 43 |